# مقیاس بیرمنگام
- 26G × ۱⁄۲″ (۰٫۴۵ × 12 mm) (قهوه‌ای)
- 25G × ۵⁄۸″ (۰٫۵ × 16 mm) (نارنجی)
- 22G × ۱۱⁄۴″ (۰٫۷ × 30 mm) (مشکی)
- 21G × ۱۱⁄۲″ (۰٫۸ × 40 mm) (سبز)
- 20G × ۱۱⁄۲″ (۰٫۹ × 40 mm) (زرد)
- 19G × ۱۱⁄۲″ (۱٫۱ × 40 mm) (کرم)

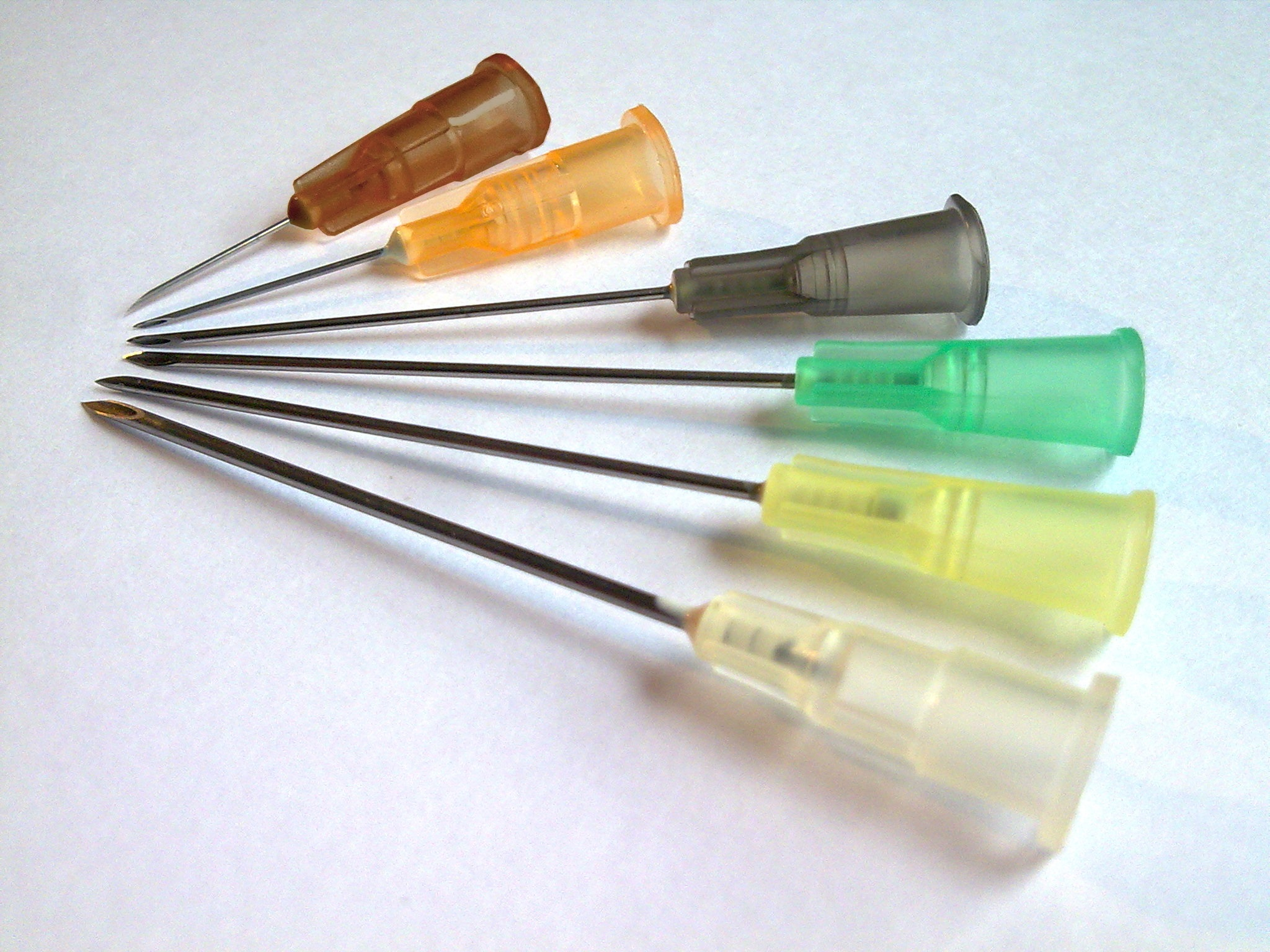
شش سوزن زیرپوستی با اتصالات لوئر. این سوزن‌ها به طور معمول با سایر وسایل پزشکی مانند سرنگ استفاده می‌شوند. از بالا به پایین:

مقیاس بیرمنگام یا گیج بیرمنگام یک سیستم سنجش است که برای تعیین ضخامت یا قطر سوزن‌های تزریق زیر پوستی و محصولات لوله‌ای استفاده می‌شود.
سوزن‌های زیرپوستی در طیف گسترده‌ای از قطرهای بیرونی و مقیاس‌ها  موجود ستند. شماره مقیاس کوچکتر نشانگر قطرهای بیرونی بزرگتر است. قطر داخلی هم به مقیاس و هم به ضخامت دیواره بستگی دارد. جدول زیر قطر اسمی داخلی و ضخامت دیواره را برای سوزن‌های متداول نشان می‌دهد. سوزن‌های دیواره نازک (نشان داده نشده‌است) قطر بیرونی یکسان دارند اما قطر داخلی بزرگتری برای مقیاس مشخص دارند.
| سوزن  | قطر خارجی اسمی | قطر خارجی اسمی | قطر خارجی اسمی     | قطر داخلی اسمی                                        | قطر داخلی اسمی | قطر داخلی اسمی    | ضخامت دیواره اسمی | ضخامت دیواره اسمی | ضخامت دیواره اسمی  | رنگ           |
| سوزن  | قطر خارجی اسمی | قطر خارجی اسمی | قطر خارجی اسمی     | Not strictly defined, and may vary for a given gauge. |                |                   |                   |                   |                    | رنگ           |
| مقیاس | اینچ           | میلی‌متر        | tol. inches (mm)   | اینچ                                                  | میلی‌متر        | tol. inches (mm)  | اینچ              | میلی‌متر           | tol. inches (mm)   | ISO           |
| ۷     | ۰٫۱۸۰          | ۴٫۵۷۲          | ±۰٫۰۰۱ (±۰٫۰۲۵)    | ۰٫۱۵۰                                                 | ۳٫۸۱۰          | ±۰٫۰۰۳ (±۰٫۰۷۶)   | ۰٫۰۱۵             | ۰٫۳۸۱             | ±۰٫۰۰۱ (±۰٫۰۲۵)    |               |
| ۸     | ۰٫۱۶۵          | ۴٫۱۹۱          | ±۰٫۰۰۱ (±۰٫۰۲۵)    | ۰٫۱۳۵                                                 | ۳٫۴۲۹          | ±۰٫۰۰۳ (±۰٫۰۷۶)   | ۰٫۰۱۵             | ۰٫۳۸۱             | ±۰٫۰۰۱ (±۰٫۰۲۵)    |               |
| ۹     | ۰٫۱۴۸          | ۳٫۷۵۹          | ±۰٫۰۰۱ (±۰٫۰۲۵)    | ۰٫۱۱۸                                                 | ۲٫۹۹۷          | ±۰٫۰۰۳ (±۰٫۰۷۶)   | ۰٫۰۱۵             | ۰٫۳۸۱             | ±۰٫۰۰۱ (±۰٫۰۲۵)    |               |
| ۱۰    | ۰٫۱۳۴          | ۳٫۴۰۴          | ±۰٫۰۰۱ (±۰٫۰۲۵)    | ۰٫۱۰۶                                                 | ۲٫۶۹۲          | ±۰٫۰۰۳ (±۰٫۰۷۶)   | ۰٫۰۱۴             | ۰٫۳۵۶             | ±۰٫۰۰۱ (±۰٫۰۲۵)    | زیتونی        |
| ۱۱    | ۰٫۱۲۰          | ۳٫۰۴۸          | ±۰٫۰۰۱ (±۰٫۰۲۵)    | ۰٫۰۹۴                                                 | ۲٫۳۸۸          | ±۰٫۰۰۳ (±۰٫۰۷۶)   | ۰٫۰۱۳             | ۰٫۳۳۰             | ±۰٫۰۰۱ (±۰٫۰۲۵)    | سبز-زرد       |
| ۱۲    | ۰٫۱۰۹          | ۲٫۷۶۹          | ±۰٫۰۰۱ (±۰٫۰۲۵)    | ۰٫۰۸۵                                                 | ۲٫۱۵۹          | ±۰٫۰۰۳ (±۰٫۰۷۶)   | ۰٫۰۱۲             | ۰٫۳۰۵             | ±۰٫۰۰۱ (±۰٫۰۲۵)    | آبی کم‌رنگ     |
| ۱۳    | ۰٫۰۹۵          | ۲٫۴۱۳          | ±۰٫۰۰۱ (±۰٫۰۲۵)    | ۰٫۰۷۱                                                 | ۱٫۸۰۳          | ±۰٫۰۰۳ (±۰٫۰۷۶)   | ۰٫۰۱۲             | ۰٫۳۰۵             | ±۰٫۰۰۱ (±۰٫۰۲۵)    | ارغوانی       |
| ۱۴    | ۰٫۰۸۳          | ۲٫۱۰۸          | ±۰٫۰۰۱ (±۰٫۰۲۵)    | ۰٫۰۶۳                                                 | ۱٫۶۰۰          | ±۰٫۰۰۳ (±۰٫۰۷۶)   | ۰٫۰۱              | ۰٫۲۵۴             | ±۰٫۰۰۱ (±۰٫۰۲۵)    | سبز کم‌رنگ     |
| ۱۵    | ۰٫۰۷۲          | ۱٫۸۲۹          | ±۰٫۰۰۰۵ (±۰٫۰۱۳)   | ۰٫۰۵۴                                                 | ۱٫۳۷۲          | ±۰٫۰۰۱۵ (±۰٫۰۳۸)  | ۰٫۰۰۹             | ۰٫۲۲۹             | ±۰٫۰۰۰۵ (±۰٫۰۱۳)   | آبی-خاکستری   |
| ۱۶    | ۰٫۰۶۵          | ۱٫۶۵۱          | ±۰٫۰۰۰۵ (±۰٫۰۱۳)   | ۰٫۰۴۷                                                 | ۱٫۱۹۴          | ±۰٫۰۰۱۵ (±۰٫۰۳۸)  | ۰٫۰۰۹             | ۰٫۲۲۹             | ±۰٫۰۰۰۵ (±۰٫۰۱۳)   | سفید          |
| ۱۷    | ۰٫۰۵۸          | ۱٫۴۷۳          | ±۰٫۰۰۰۵ (±۰٫۰۱۳)   | ۰٫۰۴۲                                                 | ۱٫۰۶۷          | ±۰٫۰۰۱۵ (±۰٫۰۳۸)  | ۰٫۰۰۸             | ۰٫۲۰۳             | ±۰٫۰۰۰۵ (±۰٫۰۱۳)   | قرمز-بنفش     |
| ۱۸    | ۰٫۰۵۰          | ۱٫۲۷۰          | ±۰٫۰۰۰۵ (±۰٫۰۱۳)   | ۰٫۰۳۳                                                 | ۰٫۸۳۸          | ±۰٫۰۰۱۵ (±۰٫۰۳۸)  | ۰٫۰۰۸۵            | ۰٫۲۱۶             | ±۰٫۰۰۰۵ (±۰٫۰۱۳)   | صورتی         |
| ۱۹    | ۰٫۰۴۲          | ۱٫۰۶۷          | ±۰٫۰۰۰۵ (±۰٫۰۱۳)   | ۰٫۰۲۷                                                 | ۰٫۶۸۶          | ±۰٫۰۰۱۵ (±۰٫۰۳۸)  | ۰٫۰۰۷۵            | ۰٫۱۹۱             | ±۰٫۰۰۰۵ (±۰٫۰۱۳)   | کرم           |
| ۲۰    | ۰٫۰۳۵۷۵        | ۰٫۹۰۸۱         | ±۰٫۰۰۰۲۵ (±۰٫۰۰۶۴) | ۰٫۰۲۳۷۵                                               | ۰٫۶۰۳          | ±۰٫۰۰۰۷۵ (±۰٫۰۱۹) | ۰٫۰۰۶             | ۰٫۱۵۲۴            | ±۰٫۰۰۰۲۵ (±۰٫۰۰۶۴) | زرد           |
| ۲۱    | ۰٫۰۳۲۲۵        | ۰٫۸۱۹۲         | ±۰٫۰۰۰۲۵ (±۰٫۰۰۶۴) | ۰٫۰۲۰۲۵                                               | ۰٫۵۱۴          | ±۰٫۰۰۰۷۵ (±۰٫۰۱۹) | ۰٫۰۰۶             | ۰٫۱۵۲۴            | ±۰٫۰۰۰۲۵ (±۰٫۰۰۶۴) | سبز پررنگ     |
| ۲۲    | ۰٫۰۲۸۲۵        | ۰٫۷۱۷۶         | ±۰٫۰۰۰۲۵ (±۰٫۰۰۶۴) | ۰٫۰۱۶۲۵                                               | ۰٫۴۱۳          | ±۰٫۰۰۰۷۵ (±۰٫۰۱۹) | ۰٫۰۰۶             | ۰٫۱۵۲۴            | ±۰٫۰۰۰۲۵ (±۰٫۰۰۶۴) | مشکی          |
| 22s   | ۰٫۰۲۸۲۵        | ۰٫۷۱۷۶         | ±۰٫۰۰۰۲۵ (±۰٫۰۰۶۴) | ۰٫۰۰۶                                                 | ۰٫۱۵۲          | ±۰٫۰۰۰۷۵ (±۰٫۰۱۹) | ۰٫۰۱۱۱            | ۰٫۲۸۲۶            | ±۰٫۰۰۰۲۵ (±۰٫۰۰۶۴) |               |
| ۲۳    | ۰٫۰۲۵۲۵        | ۰٫۶۴۱۴         | ±۰٫۰۰۰۲۵ (±۰٫۰۰۶۴) | ۰٫۰۱۳۲۵                                               | ۰٫۳۳۷          | ±۰٫۰۰۰۷۵ (±۰٫۰۱۹) | ۰٫۰۰۶             | ۰٫۱۵۲۴            | ±۰٫۰۰۰۲۵ (±۰٫۰۰۶۴) | آبی پررنگ     |
| ۲۴    | ۰٫۰۲۲۲۵        | ۰٫۵۶۵۲         | ±۰٫۰۰۰۲۵ (±۰٫۰۰۶۴) | ۰٫۰۱۲۲۵                                               | ۰٫۳۱۱          | ±۰٫۰۰۰۷۵ (±۰٫۰۱۹) | ۰٫۰۰۵             | ۰٫۱۲۷۰            | ±۰٫۰۰۰۲۵ (±۰٫۰۰۶۴) | بنفش متوسط    |
| ۲۵    | ۰٫۰۲۰۲۵        | ۰٫۵۱۴۴         | ±۰٫۰۰۰۲۵ (±۰٫۰۰۶۴) | ۰٫۰۱۰۲۵                                               | ۰٫۲۶۰          | ±۰٫۰۰۰۷۵ (±۰٫۰۱۹) | ۰٫۰۰۵             | ۰٫۱۲۷۰            | ±۰٫۰۰۰۲۵ (±۰٫۰۰۶۴) | نارنجی        |
| ۲۶    | ۰٫۰۱۸۲۵        | ۰٫۴۶۳۶         | ±۰٫۰۰۰۲۵ (±۰٫۰۰۶۴) | ۰٫۰۱۰۲۵                                               | ۰٫۲۶۰          | ±۰٫۰۰۰۷۵ (±۰٫۰۱۹) | ۰٫۰۰۴             | ۰٫۱۰۱۶            | ±۰٫۰۰۰۲۵ (±۰٫۰۰۶۴) | قهوه‌ای        |
| 26s   | ۰٫۰۱۸۶۵        | ۰٫۴۷۳۷         | ±۰٫۰۰۰۲۵ (±۰٫۰۰۶۴) | ۰٫۰۰۵                                                 | ۰٫۱۲۷          | ±۰٫۰۰۰۷۵ (±۰٫۰۱۹) | ۰٫۰۰۶۸            | ۰٫۱۷۳۴            | ±۰٫۰۰۰۲۵ (±۰٫۰۰۶۴) |               |
| ۲۷    | ۰٫۰۱۶۲۵        | ۰٫۴۱۲۸         | ±۰٫۰۰۰۲۵ (±۰٫۰۰۶۴) | ۰٫۰۰۸۲۵                                               | ۰٫۲۱۰          | ±۰٫۰۰۰۷۵ (±۰٫۰۱۹) | ۰٫۰۰۴             | ۰٫۱۰۱۶            | ±۰٫۰۰۰۲۵ (±۰٫۰۰۶۴) | خاکستری متوسط |
| ۲۸    | ۰٫۰۱۴۲۵        | ۰٫۳۶۲۰         | ±۰٫۰۰۰۲۵ (±۰٫۰۰۶۴) | ۰٫۰۰۷۲۵                                               | ۰٫۱۸۴          | ±۰٫۰۰۰۷۵ (±۰٫۰۱۹) | ۰٫۰۰۳۵            | ۰٫۰۸۸۹            | ±۰٫۰۰۰۲۵ (±۰٫۰۰۶۴) | آبی-سبز       |
| ۲۹    | ۰٫۰۱۳۲۵        | ۰٫۳۳۶۶         | ±۰٫۰۰۰۲۵ (±۰٫۰۰۶۴) | ۰٫۰۰۷۲۵                                               | ۰٫۱۸۴          | ±۰٫۰۰۰۷۵ (±۰٫۰۱۹) | ۰٫۰۰۳             | ۰٫۰۷۶۲            | ±۰٫۰۰۰۲۵ (±۰٫۰۰۶۴) | قرمز          |
| ۳۰    | ۰٫۰۱۲۲۵        | ۰٫۳۱۱۲         | ±۰٫۰۰۰۲۵ (±۰٫۰۰۶۴) | ۰٫۰۰۶۲۵                                               | ۰٫۱۵۹          | ±۰٫۰۰۰۷۵ (±۰٫۰۱۹) | ۰٫۰۰۳             | ۰٫۰۷۶۲            | ±۰٫۰۰۰۲۵ (±۰٫۰۰۶۴) | زرد           |
| ۳۱    | ۰٫۰۱۰۲۵        | ۰٫۲۶۰۴         | ±۰٫۰۰۰۲۵ (±۰٫۰۰۶۴) | ۰٫۰۰۵۲۵                                               | ۰٫۱۳۳          | ±۰٫۰۰۰۷۵ (±۰٫۰۱۹) | ۰٫۰۰۲۵            | ۰٫۰۶۳۵            | ±۰٫۰۰۰۲۵ (±۰٫۰۰۶۴) | سفید          |
| ۳۲    | ۰٫۰۰۹۲۵        | ۰٫۲۳۵۰         | ±۰٫۰۰۰۲۵ (±۰٫۰۰۶۴) | ۰٫۰۰۴۲۵                                               | ۰٫۱۰۸          | ±۰٫۰۰۰۷۵ (±۰٫۰۱۹) | ۰٫۰۰۲۵            | ۰٫۰۶۳۵            | ±۰٫۰۰۰۲۵ (±۰٫۰۰۶۴) | سبز پررنگ     |
| ۳۳    | ۰٫۰۰۸۲۵        | ۰٫۲۰۹۶         | ±۰٫۰۰۰۲۵ (±۰٫۰۰۶۴) | ۰٫۰۰۴۲۵                                               | ۰٫۱۰۸          | ±۰٫۰۰۰۷۵ (±۰٫۰۱۹) | ۰٫۰۰۲             | ۰٫۰۵۰۸            | ±۰٫۰۰۰۲۵ (±۰٫۰۰۶۴) | مشکی          |
| ۳۴    | ۰٫۰۰۷۲۵        | ۰٫۱۸۴۲         | ±۰٫۰۰۰۲۵ (±۰٫۰۰۶۴) | ۰٫۰۰۳۲۵                                               | ۰٫۰۸۲۶         | ±۰٫۰۰۰۷۵ (±۰٫۰۱۹) | ۰٫۰۰۲             | ۰٫۰۵۰۸            | ±۰٫۰۰۰۲۵ (±۰٫۰۰۶۴) | نارنجی        |

## جهت مطالعه بیشتر
- ISO 9626: Stainless steel needle tubing for the manufacture of medical devices, 1st ed. Geneva: International Organization for Standardization, 1991: 1–2.
- ISO 9626: Stainless steel needle tubing for the manufacture of medical devices, Amendment 1. Geneva: International Organization for Standardization, 2001: 1–2.
- Wonsik Ahn; Jae-Hyon Bahk; Young-Jin Lim (2002). "The "Gauge" System for the Medical Use". Anesthesia & Analgesia. 95 (4): 1125. doi:10.1097/00000539-200210000-00076.